# Gaston Gallimard
Gaston Gallimard (Parigi, 18 gennaio 1881 – Neuilly-sur-Seine, 25 dicembre 1975) è stato un editore francese.
Non ha scritto alcun libro, ma ne ha firmati migliaia e stampati milioni, consacrando la propria vita alla loro confezione e commercio. Fondatore nel 1911 della casa editrice Gallimard, tuttora amministrata dalla famiglia, occupa da allora uno dei posti più importanti nell'editoria francese. Si è inoltre occupato d'altro, producendo spettacoli teatrali, giornali, film e concerti di musica classica.

## Biografia
Erede di Paul Sébastien Gallimard (1850-1929) e di Lucie Duché, Gaston è il primo figlio di una coppia da poco civilmente sposata (lui 59 anni e lei 22, avranno ancora i figli Jacques e Raymond). La famiglia è originaria di Thiers, ma il nonno Chabrier quando è giunto a Parigi ha avuto modo di gettarsi subito nella nascente illuminazione pubblica della città fondando un'impresa di costruzione di lampade a olio. Diviene così ricco che il figlio Paul, pur essendo architetto, vive praticamente di rendita, frequentando teatri e ristoranti e collezionando libri rari e dipinti con gusto sicuro e buona reputazione di intenditore.
Quando la città cambia l'illuminazione da lampade a olio a lampade a gas, ormai la fortuna familiare è divenuta stabile, avendone il nonno previsto la possibilità e avendo investito in terreni, immobili e teatri. Paul, sempre elegante e cortese, si occupa anche di cataloghi di musei e fa stampare qualche libro d'arte in edizioni molto curate e lussuose. La sua casa al n. 79 di rue Saint-Lazare è piena di quadri che diventeranno preziosissimi. Da esteta di gusto a festaiolo nottambulo, il padre però si trasforma e lascia moglie, figlio e casa e va a vivere per conto proprio.
Gaston studia al Liceo Condorcet, dove diventa amico di Roger Martin du Gard, ma abbandona prima del diploma (nel 1898). A vent'anni pare destinato a diventare un dandy, come suo padre. Diventa segretario del drammaturgo Robert de Flers e quando è in vacanza nella casa al mare di Benerville-sur-Mer incontra Marcel Proust.

### La NRF
In quegli anni, più che dai libri o dai giornali, Gaston è affascinato dalle riviste (come la rediviva Revue de Paris, La revue blanche o Mercure de France) e quando un gruppo di giovani scrittori (tra cui André Gide, Jean Schlumberger, Jacques Copeau, Paul Claudel, ecc.) cercano qualcuno che li garantisca con le banche per fondarne una, contribuisce al lancio della Nouvelle Revue Française (NRF), diventandone presto anche il suo editore. Rinuncia quindi alla vita facile per gettarsi nell'impresa (coinvolgendo anche gli amici Jacques Rivière, Valery Larbaud e Léon-Paul Fargue, poi anche Émile-Auguste Chartier detto Alain). Nel 1911 a capo delle Éditions de la NRF sono i tre soci: André Gide, Gaston Gallimard e Jean Schlumberger. Nel 1913 proprietario unico è solo il secondo dei tre.
I primi libri in assoluto della casa editrice sono L'Otage (L'ostaggio) di Paul Claudel, La Mère e l'Enfant (La madre e il figlio) di Charles-Louis Philippe, Isabelle di André Gide e Judith di Christian Friedrich Hebbel (tradotto dal tedesco da Gallimard stesso con l'amico Pierre de Lanux). Nel 1912 intanto sposa civilmente Yvonne Redelsperger. L'anno seguente diventa amministratore del Théâtre du Vieux-Colombier (fondato da Copeau), dove conosce l'attrice Valentine Tessier che diventa sua amante.
La vera attività di Gallimard comincia a essere (e sarà per tutta la vita) quella di scrivere lettere e contratti per assicurarsi nuovi e mantenere rapporti con vecchi autori, per i diritti sulle traduzioni presso e da editori stranieri, per la loro presentazione e promozione ai critici e ai premi letterari. Nonostante i suoi sforzi però nel 1913 la casa editrice (per colpa di una lettura superficiale di Gide che rifiuta credendolo un libro "mondano") si fa sfuggire Proust (il primo dei volumi della Recherche). Pubblica invece Il grande Meaulnes di Alain-Fournier (la cui sorella aveva sposato Jacques Rivière) e Jean Barois di Martin du Gard (primo vero successo di pubblico della nuova casa editrice).
Nel 1914 nasce il figlio Claude. Ma la Germania dichiara guerra alla Francia: è la prima guerra mondiale. Si rifugia a Vannes, presso dei cugini da parte materna e cerca di sfuggire a ogni costo dalla chiamata alle armi. Si proclama malato, riesce persino a farsi dichiarare "deceduto" all'anagrafe, ma non è contento e si lascia crescere la barba e dimagrire fino a quando non viene ricoverato davvero e viene dichiarato "riformato".
La maggior parte dei collaboratori e autori sono sparsi per la Francia o in trincea o addirittura morti (come Charles Péguy e Alain-Fournier). Gallimard è inquieto, rabbioso, totalmente contrario alla guerra.
Nel 1914 dopo aver pubblicato una sessantina di volumi (fino a un massimo di 1 500 copie l'uno) e aver raggiunto le 3 000 copie vendute di ogni numero della rivista (sospesa per via della guerra), tutto sembra crollare, ma non si arrende e anzi riesce in nuove imprese (come quella di assicurarsi l'esclusiva francese delle opere di Joseph Conrad o come la scoperta di Pierre Drieu La Rochelle e l'acquisto tra gli autori noti di Paul Valéry). Lascia a guida della casa editrice l'amica Berthe Lemarié e si reca in Svizzera, poi a New York (nel 1917 per accompagnare in tournée la compagnia del teatro Vieux-Colombier e nel 1918).
Solo nel 1919 rientra definitivamente in Francia e fa ripartire il "circolo" dei suoi autori. Il fratello Raymond, che finora aveva solo la proprietà di alcune azioni della casa editrice comincia a partecipare più attivamente e insieme aprono la "Librairie Gallimard" (tra i nuovi soci anche Emmanuel Couvreux, detto "Mané", amico di Raymond, mentre l'altro fratello, Jacques, tornato dal fronte, preferisce unirsi a dei commilitoni per fondare un'impresa di caldaie per il riscaldamento centralizzato delle case).

### La Librairie Gallimard
È finito il periodo artigianale dell'inizio e ora si è deciso a creare una vera industria. Con la ricostruzione del dopoguerra anche altre case editrici si rinnovano e rilanciano: il panorama include Albin Michel (che compra il catalogo di Paul Ollendorff), Bernard Grasset (che si unirà a Fasquelle), Calmann-Lévy, Henri Plon, Flammarion e Fayard. La rivista riprende (il nuovo numero 1 è di giugno 1919).
All'inizio del 1920 parte anche Revue musicale, una rivista diretta da Henry Prunières che diventa presto un punto di riferimento per gli amanti della musica. L'anno dopo la casa editrice si installa al n. 3 di rue de Grenelle. Ora il variabile comitato di lettura impiegato a scegliere non dovrà solo decidere se pubblicare un libro, ma se l'autore entra in squadra sotto la bandiera comune di qualche collana a forte identità. Tra i nuovi collaboratori spiccano i nomi di Jean Paulhan, Georges Sadoul, Bernard Groethuysen (che porterà in Francia autori come Franz Kafka, Hermann Broch o Robert Musil), ma anche Benjamin Crémieux (responsabile della traduzione di Luigi Pirandello), Brice Parain (professore di russo e consulente per i titoli da quella lingua), Marcel Arland e Louis-Daniel Hirsch.
Nel 1922 si associa con altri editori per il lancio della rivista "Les Nouvelles littéraires". Ora cura personalmente i rapporti con gli autori più importanti (anche andandoli a trovare a casa, se ha tempo) e comincia l'abitudine "leggendaria" di far firmare i contratti durante un pranzo al ristorante.
Nel 1925 pubblica la "Revue juive", diretta da Albert Cohen, intorno alla quale collabora a costruire una redazione che include Albert Einstein, Sigmund Freud, Chaim Weizmann, Georg Brandes, e altri, incluso qualche mese più tardi Martin Buber. Lo stesso anno è preda di un forte dolore per la morte di Jacques Rivière, con il quale ha collaborato per anni e che era uno dei pochi amici davvero sinceri che ha avuto.
Nel 1928 lancia una società (la ZED-publications) per stampare velocemente dei settimanali a larga tiratura (Détective, di grande successo, ma anche Voilà, Marianne, Pavés de Paris, ecc.) sui quali, per esempio, scrive racconti (anche pseudonimi) Georges Simenon, al quale Gallimard presto propone un contratto per ben sei libri l'anno, e si inventa il discutibile servizio ai suoi autori di trovare acquirenti e far vendere loro i manoscritti originali (uno dei diversi motivi per cui Paul Morand entra in disaccordo e lascia per Grasset). Ogni autore è un mondo a sé, da attraversare e saper trattare senza dare nulla per scontato (tollerante con i ritardi altrui ma sempre lui stesso puntuale, per esempio).
Un'altra rivista che parte è la Revue du cinéma, altra occasione persa è quella di pubblicare Céline e Gracq che preferiscono editori più piccoli ma che rispondono più in fretta e con maggior entusiasmo.
Nel 1929 muore il padre (che ha venduto e svenduto a poco a poco diverse proprietà e quadri di valore per continuare a vivere senza lavorare). Del poco che eredita anche il figlio decide di vendere per potersi permettere di allargare i locali della casa editrice, la quale infatti si trasferisce al n. 5 di rue Sébastien-Bottin (l'indirizzo, anche senza numero civico, diventerà metafora della casa editrice). Intanto Gallimard divorzia e sposa Jeanne-Léonie Dumont (1930, anche questo matrimonio non gli impedisce di essere circondato da altre donne, come è risaputo tra gli amici e gli addetti ai lavori).
Nel 1933, dopo che Copeau ha venduto il "Vieux-Colombier" e si è ritirato in campagna, e dopo aver lavorato qualche tempo con Louis Jouvet alla Comédie des Champs-Élysées, la sua amante "ufficiale", Valentine Tessier, prova a lavorare nel cinema. Gallimard incarica Robert Aron di trovarle un film da protagonista e finisce con il comprare i diritti e poi produrre un film, basato su un grande personaggio di Gustave Flaubert, ma il film Madame Bovary diretto da Jean Renoir è un fallimento.
Fino alla fine degli anni trenta, con l'aria che tira in Europa, Gallimard sembra volersi allontanare dalle posizioni radicali della sinistra sovietica come dalla destra del crescente nazismo (perde Drieu La Rochelle, che si sente perseguitato, e acquista Marcel Aymé, più leggero e divertente), pubblica ancora Jacques Audiberti e André Malraux, ma sono anche gli anni in cui cominciano a uscire con il suo marchio autori come Paul Nizan, Jean-Paul Sartre, Raymond Queneau, ecc.

### L'occupazione nazista
Alla censura Gallimard reagisce pubblicando il libro con evidenti spazi bianchi nelle pagine dove viene censurato (come in Panurge à la guerre di Albert Thibaudet). Nel 1940 la rivista "NRF" viene ceduta ai filo-germanici (Paulhan lascia la direzione che va a Drieu La Rochelle, notoriamente fascista).
Una parte della redazione lascia Parigi e si rifugia intorno a Granville, poi Gallimard raggiunge Paulhan a Villalier, ospiti entrambi di Joë Bousquet. Non ha notizie del figlio Claude che spera sia solo prigioniero. Aspetta che la situazione diventi più chiara. Si muove nella zona libera andando a trovare diversi scrittori e amici, poi non ce la fa a restare in vacanza forzata e rientra a Parigi. Per evitare problemi accetta di pubblicare opere tedesche, ma rivolgendosi ai classici (come per esempio Goethe), accoglie anche Ernst Jünger ma si distanzia dall'attualità pubblicando gli studi di Georges Dumézil. Ospita le riunioni clandestine di "Lettres françaises", una rivista fondata da Roger Caillois in Argentina, a cui collabora anche Paulhan. Invia una lettera di licenziamento a Jacques Schiffrin, ebreo di origine russa, fondatore della prestigiosa collana Bibliothèque de la Pléiade, che pubblicava le opere complete dei grandi autori classici e, talvolta, contemporanei. Schiffrin aveva creato da solo la Bibliothèque e l'aveva venduta nel 1933 alla casa editrice rimanendone il direttore. Intanto Gaston prevalentemente aspetta. Prudentemente o cinicamente evita lo scontro, sa che non può durare per sempre.
Aron, Crémieux e Hirsch hanno dovuto lasciare la casa. Nel catalogo appaiono Georges Bernanos, Maurice Blanchot, Robert Brasillach, Henry de Montherlant, Francis Ponge, Antoine de Saint-Exupéry e Lo straniero di Albert Camus. Intanto nel 1942 muore la madre e si unisce al comitato dei lettori Dionys Mascolo, amico di Michel, figlio di Raymond. Per tutta Parigi circolano liste naziste di indesiderabili e liste clandestine di collaborazionisti, mentre la propaganda è scatenata e si arrestano e mandano nei campi di concentramento e sterminio gli ebrei che non sono scappati.

### La Liberazione
Nel 1945 Denoël viene assassinato, Drieu la Rochelle si suicida. È il regolamento di conti. Le accuse di partecipazione al regime non possono riguardare Gallimard che, se non ha preso posizione contraria apertamente, non ha neanche pubblicato (come Grasset) libri di propaganda, né ha lasciato disfarsi la casa editrice con l'entrata di capitali tedeschi. Alcune opere escono come "composte clandestinamente" (come Aurélien di Aragon) o "proibite dal nazismo" (come Le Temps du mépris di Malraux). Gallimard non viene certo celebrato come eroe, ma neanche epurato. La "NRF" viene chiusa e sostituita, paradossalmente, con Les Cahiers de la Pléiade, di "schiffriniana" memoria. Tuttavia, quando i fratelli Gallimard insistettero affinché Schiffrin tornasse da New York, dove era sfuggito alle persecuzioni antisemite, a dirigere la "sua" collana, quest'ultimo si rifiutò. Alcuni scrittori verranno banditi (Céline, Montherlant, André Thérive, Charles Maurras, ecc.), qualcuno persino fucilato (Robert Brasillach, Paul Chack), ma gli editori più o meno se la cavano tutti.
Durante la guerra (dal 1943) Gallimard aveva anche cominciato un'altra attività non letteraria: quella dei "concerti della Pléiade", anche questi ispirati alla sua sopracitata collana ancora oggi più prestigiosa, che continuano anche dopo, trasformandosi nei ricevimenti mondani curati dal figlio Claude.

### Il secondo dopoguerra
Nel 1946 Gallimard rilancia la "Revue du cinéma" (con Jean-Georges Auriol, Jacques Doniol-Valcroze e Jacques Bourgeois); "Lettres française" continua con la direzione di Aragon, ma soprattutto dà avvio alla rivista "Les Temps Modernes" che raccoglie tra i redattori Jean-Paul Sartre, Simone de Beauvoir, Michel Leiris, Maurice Merleau-Ponty, Jean Paulhan, Raymond Aron e Albert Ollivier (questi ultimi due lasciano però presto). Qualche anno dopo Malraux provoca Sartre costringendolo in qualche modo a lasciare Gallimard e a portare la rivista presso un altro editore (René Julliard), il quale comincerà a pubblicarla dal n. 39.
La reazione di Gallimard è semplicemente di aprirne un'altra: "Le Cheval de Troie" (più o meno con gli stessi collaboratori, più Georges Bernanos, Jules Roy, Jacques Maritain, Blaise Cendrars e il ruolo centrale di Raymond Leopold Bruckberger). Inoltre nel 1946 ha comprato il 90% delle edizioni Denoël, trovandosi in scuderia i suoi autori.
Tra le altre riviste del periodo ci sono i "Cahiers de la Pléiade" (1946-1952), "Diogène" (diretta da Caillois), tra le collane la popolare "Série noire" (pensata da Marcel Duhamel) e "L'Air du Temps" (diretta da Pierre Lazareff, dal 1951 e impostata sui grandi reportage di "France-Soir").
Tra gli autori si aggiungono René Guénon, René Char, Violette Leduc, Roger Nimier, Jean Genet, Jacques Prévert, Pierre Klossowski, Nathalie Sarraute, Eugène Ionesco, Philippe Jaccottet, Elsa Triolet, Edmond Jabès, Emil Cioran, ecc.
Nel 1953 rinasce la rivista "N.R.F." diretta da Paulhan fino alla morte (1968) e poi da Marcel Arland. La casa editrice ne assorbe altre, diventa un grande gruppo concentrato d'affari editoriali (e Gaston viene soprannominato "lo squalo").
Tra i grandi successi del momento Il dottor Živago di Boris Pasternak (1957) e Zazie nel metró di Queneau (1959).

### Gli anni sessanta e settanta
Nel 1960, Albert Camus e Michel Gallimard muoiono in un incidente stradale. Gaston Gallimard, le cui forze lo stanno lasciando e la cui sensibilità non riesce più a mascherarsi dietro quell'opportunismo che lo ha fatto essere editore nonostante tutto, passa progressivamente il potere nelle mani del figlio Claude.
Da nominare almeno Dominique Aury (prima donna a far parte del comitato di lettura), Pierre Nora, Jean Dutourd, e Roger Vailland. La casa continua a diversificare l'offerta in catalogo e sviluppa anche diverse opere di riferimento (come i cataloghi d'arte della collana "L'Univers des Formes") e di saggi (come la prima collana tascabile di essais: la "Idées" diretta da François Erval dal 1962). Tra le nuove collane anche "Le Chemin" (diretta da Georges Lambrichs).
Nel 1971 Gallimard si stacca dalla distribuzione di Hachette e fonda la Sodis (mentre altri marchi vengono dati in distribuzione a CDE). È anche l'anno del lancio della collana economica "Folio" e dell'inizio al lavoro di Antoine (che diventerà presidente nel 1988).
Tra i nuovi autori Butor, Canetti, Michel Tournier, Patrick Modiano, Le Clézio, Héctor Bianciotti, Pierre Guyotat, Michel Chaillou, Marguerite Duras, ecc. e tra i saggisti Benveniste, Foucault, Baudrillard e quelli che ruotano attorno alla "Nouvelle Revue de psychanalyse" (tra cui Jean-Bertrand Pontalis).
Gaston Gallimard è praticamente rimasto solo, tutti i suoi amici sono morti; nel 1968 la moglie, nel 1970 il fratello Raymond; e molti dei primi collaboratori e degli scrittori di presenza storica della casa editrice. Si reca spesso ai vari cimiteri a visitare le loro tombe. Anche se non sente e non vede più come un tempo è ancora lucidissimo, ma a 94 anni muore anche lui (1975). I funerali sono in forma privata e viene sepolto al piccolo cimitero di Pressagny-l'Orgueilleux.

## Dopo di lui
Tra i suoi autori Gaston Gallimard ha collezionato 18 premi Nobel (di cui 6 francesi), 27 premi Goncourt, 18 gran premi per il romanzo dell'Académie française, 12 Prix Interallié, 7 Médicis, 10 Renaudot, 17 Femina e il rimorso solo per non avere avuto in catalogo Julien Gracq e François Mauriac.
Anche se molti avrebbero voluto ed erano circolate voci che stesse preparando un volume di Mémoires, alla fine l'unico libro che ha scritto è la traduzione di Judith di Hebbel all'inizio della sua carriera.
La casa editrice ha continuato con nuovi autori per essa importanti (Édouard Glissant, Henri Quéffelec, Philippe Sollers, Pierre Bergounioux, Pierre Michon, Françoise Sagan, Patrick Chamoiseau, Didier Daeninckx, Daniel Pennac, Anne Wiazemsky, Régine Detambel, Philippe Delerm, tanto per nominarne qualcuno). Tra i curatori e gli intellettuali che la influenzano si può nominare Françoise Verny, Philippe Sollers (che dirige dal 1987 la rivista e la collana "L'Infini"), Teresa Cremisi (con diverse collane, tra cui "Quarto"), e bisogna notare qualche avventura verso l'audiovisivo e il libro con allegati.
Il 15 giugno 2011, una parte di rue Sébastien-Bottin è stata ribattezzata, dal sindaco di Parigi, rue Gaston Gallimard.

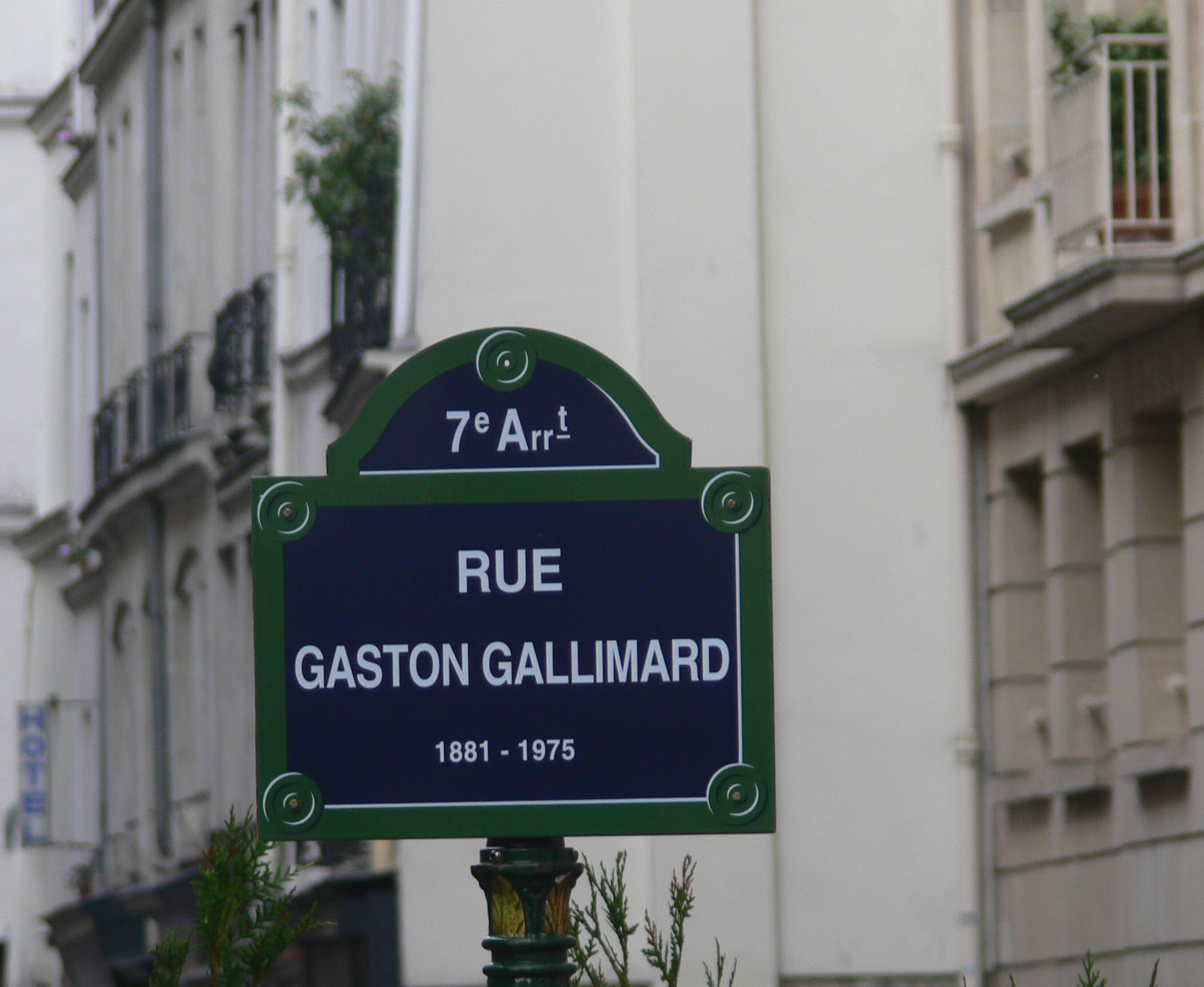
Placca della via parigina a lui dedicata